# Carthage (Texas)
Carthage ist die Bezirkshauptstadt und Sitz der Countyverwaltung (County Seat) des Panola County im US-Bundesstaat Texas in den Vereinigten Staaten. Das U.S. Census Bureau hat bei der Volkszählung 2020 eine Einwohnerzahl von 6569 ermittelt.

## Geographie
Die Stadt liegt im nahe dem Zentrum des Countys, im Osten von Texas, ist etwa 30 Kilometer von Louisiana entfernt und hat eine Gesamtfläche von 27,3 km².

## Geschichte
Die Bezeichnung Panola ist das indianische Wort für Baumwolle. Benannt wurde die Stadt nach dem Herkunftsort von Richter John Allison, einem Baumwollaufkäufer aus dem Panola County in Mississippi, der bei der Bildung des neuen Countys eine führende Rolle spielte. In der Folgezeit wurde die Baumwollproduktion im County zum größten Wirtschaftsfaktor.

## Demographie
Nach der Volkszählung im Jahr 2000 lebten hier 6.664 Menschen in 2.598 Haushalten und 1.771 Familien. Die Bevölkerungsdichte betrug 244,8 Einwohner pro km². Ethnisch betrachtet setzte sich die Bevölkerung zusammen aus 74,65 % weißer Bevölkerung, 21,02 % Afroamerikanern, 0,47 % amerikanischen Ureinwohnern, 0,59 % Asiaten, 0,00 % Bewohnern aus dem pazifischen Inselraum und 1,98 % aus anderen ethnischen Gruppen. Etwa 1,29 % waren gemischter Abstammung und 4,35 % der Bevölkerung waren spanischer oder lateinamerikanischer Abstammung.
Von den 2.598 Haushalten hatten 32,3 % Kinder unter 18 Jahre, die im Haushalt lebten. 49,9 % davon waren verheiratete, zusammenlebende Paare. 15,4 % waren allein erziehende Mütter und 31,8 % waren keine Familien. 29,1 % aller Haushalte waren Singlehaushalte und in 15,7 % lebten Menschen, die 65 Jahre oder älter waren. Die Durchschnittshaushaltsgröße betrug 2,43 und die durchschnittliche Größe einer Familie belief sich auf 3,00 Personen.
25,3 % der Bevölkerung waren unter 18 Jahre alt, 10,9 % von 18 bis 24, 24,7 % von 25 bis 44, 20,9 % von 45 bis 64, und 18,3 % die 65 Jahre oder älter waren. Das Durchschnittsalter war 37 Jahre. Auf 100 weibliche Personen aller Altersgruppen kamen 80,5 männliche Personen. Auf 100 Frauen im Alter von 18 Jahren und darüber kamen 74,8 Männer.

Das jährliche Durchschnittseinkommen eines Haushalts betrug 31.822 USD, das Durchschnittseinkommen einer Familie 37.031 USD. Männer hatten ein Durchschnittseinkommen von 33.080 USD gegenüber den Frauen mit 21.473 USD. Das Prokopfeinkommen betrug 16.332 USD. 13,2 % der Bevölkerung und 11,8 % der Familien lebten unterhalb der Armutsgrenze. Davon waren 15,2 % Kinder und Jugendliche unter 18 Jahren und 12,9 % waren 65 oder älter.